# Národní historické muzeum Běloruské republiky
Národní historické muzeum Běloruské republiky (bělorusky: Нацыянальны гістарычны музей Рэспублікі Беларусь) je muzeum v běloruském hlavním městě Minsku. Sídlí v budově na ulici Karla Marxe. Uchovává největší sbírku památek běloruských dějin od starověku až po současnost. Obsahuje přibližně 500 000 položek, což z něj činí největší muzeum v Bělorusku. Muzeum má pět poboček: Muzeum dějin běloruského filmu, Muzeum prvního kongresu Ruské sociálně demokratické strany práce, Muzeum současné běloruské státnosti, Muzeum přírody a životního prostředí Běloruské republiky a Muzeum dějin divadla a hudební kultury Běloruské republiky. Má své kořeny v prvním běloruském státním muzeu, Minském regionálním muzeu, založeném v roce 1919. Poté co prošlo několika reorganizacemi a změnami názvů, získalo v roce 1992 status národního muzea a v roce 2009 svůj současný název.